# Anglesqueville-la-Bras-Long
Anglesqueville-la-Bras-Long é uma comuna francesa na região administrativa da Normandia, no departamento de Sena Marítimo. Estende-se por uma área de 3,49 km². Em 2010 a comuna tinha 121 habitantes (densidade: 34,7 hab./km²).